# Howie Dorough
Howard Dwaine "Howie D." Dorough (født 22. august 1973) er en amerikansk singer-songwriter, danser, musiker, entertainer, skuespiller og forretningsmand. Han er bedst kendt som et medlem af den amerikansk musikgruppe Backstreet Boys.

## Liv og karriere
Dorough blev født i Orlando, Florida , , hvor han mødte sin fremtidig ven og bandmedlem A.J. McLean. 
Hans mor, Paula Flores, er fra Puerto Rico,  og hans afdøde far, Hoke Dorough, var en irsk amerikansk mand. Howie Dorough er den yngste af fem søskende. 
 Dette afsnit eller denne liste er kun påbegyndt. Hvis du ved mere om emnet, kan du hjælpe Wikipedia ved at tilføje mere.